# Васильево (Глазовский район)
 Васильево  — опустевшая деревня в Глазовском районе Удмуртии в составе  сельского поселения Ураковское.

## География
Находится на расстоянии примерно 30 км на юг по прямой от центра района города Глазов. 

## История
Васильевка образовалась в XIX веке. Первые жители деревни – бесермяне, переселились из деревни Кионгурт (Филимоново) Юкаменской волости Глазовского уезда. Названо по имени первопоселенца. В колхозе была конюшня, кузница и свинарник. В 1956 году колхоз в деревне объединили с колхозом деревни  Отогурт.

## Население
Постоянное население  составляло 18 человек (бесермяне 72%) в 2002 году, 0 в 2012.